# Stockbridge (Hampshire)

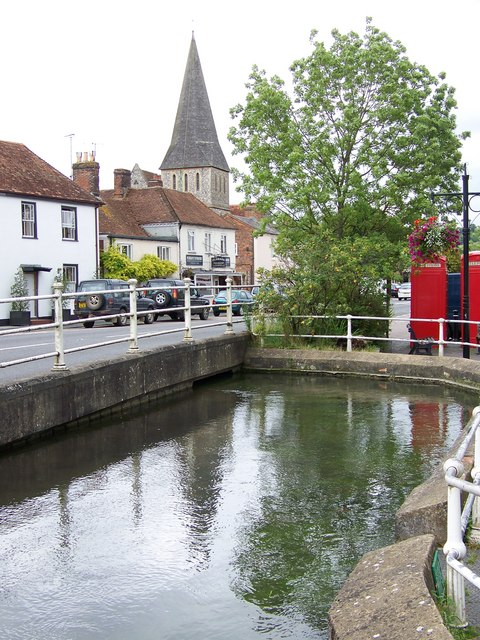
Il fiume Test a Stockbridge

Stockbridge è una cittadina di circa 750 abitanti dell'Inghilterra sud-orientale, facente parte della contea del Hampshire e situato lungo il corso del fiume Test.
Nel XVIII secolo, era un rotten borough.

## Geografia fisica

### Collocazione
Stockbridge si trova nella parte occidentale della contea dello Hampshire, al confine con la contea del Wiltshire, a circa 15 km a nord-ovest di Winchester.

## Società

### Evoluzione demografica
Al censimento del 2011, Stockbridge contava una popolazione di circa 757 abitanti.

## Monumenti
- Antica Chiesa di San Paolo